# Roses Are Red
«Roses Are Red» es el nombre de un poema clásico de rimas para niños. También es una clase de poemas inspirados en ése. Tiene el número de 19798 en el Roud Folk Song Index. Es usado sobre todo, comúnmente, como poema de amor, aunque también con motivo de burla, modificando los tres últimos versos por otros al gusto de quien lo hace, debido a su popularidad como cliché de poema genérico en la cultura anglosajona. Su versión más habitual es:

Las rosas son rojas,

Las violetas son azules,

El azúcar es dulce,

Y así eres tú.
Roses are red,

Violets are blue,

Sugar is sweet,

And so are you.

## Orígenes
El verso Roses are red cunde a convenciones que se remontan a la épica de Edmund Spenser La Reina Hada (1590):

It was upon a Sommers shynie day,

When Titan faire his beames did display,

In a fresh fountaine, farre from all mens vew,

She bath'd her brest, the boyling heat t'allay;

She bath'd with roses red, and violets blew,

And all the sweetest flowres, that in the forrest grew.

Una canción infantil significativamente más cercana al cliché moderno del poema del Día de San Valentín se puede encontrar en Gammer Gurton's Garland, una colección de 1784 de canciones infantiles inglesas:

The rose is red, the violet's blue,

The honey's sweet, and so are you.

Thou are my love and I am thine;

I drew thee to my Valentine:

The lot was cast and then I drew,

And Fortune said it shou'd be you.

Victor Hugo era probablemente familiar con Spenser, pero quizás no hubiese conocido la canción infantil cuando, en 1862, publicó la novela de Los miserables. Era tanto un poeta como un novelista, y por esto la novela está repleta de canciones. Una cantada por el personaje de Fantine contiene este refrán, en la traducción inglesa de 1862:

We will buy very pretty things

A-walking through the faubourgs.

Violets are blue, roses are red,

Violets are blue, I love my loves.

Esta traducción reemplaza los acianos de la versión original (bleuets) con violetas y hace que las rosas sean rojas en lugar de rosas, lo que hace que la canción se acerque más a la canción inglesa. Las dos últimas líneas originales en francés son:

Les bleuets sont bleus, les roses sont roses,

Les bleuets sont bleus, j'aime mes amours.
Los miserables, Fantine, Libro siete, capítulo seis

## Folclore y cultura popular
Numerosas versiones satíricas han circulado durante mucho tiempo en la tradición infantil. Entre ellos:

Las rosas son rojas.

Las violetas son azules.

Las cebollas apestan.

Y así tú también.
Roses are red.

Violets are blue.

Onions stink.

And so do you.

El cantante de música country Roger Miller parodió el poema en un verso de su hit de 1964 Dang Me:

Dicen que las rosas son rojas y las violetas son moradas

El azúcar es dulce y así es el jarabe de arce.
They say roses are red and violets are purple

Sugar's sweet and so is maple syruple. [sic]

En la película Plumas de caballo de los hermanos Marx, se ve a Chico Marx describiendo los síntomas de la cirrosis así:

La cirrosis es roja,

así que las violetas son azules,

así que el azúcar es dulce,

así que así eres tú.
Cirrhosis are red,

so violets are blue,

so sugar is sweet,

so so are you.

La versión de Benny Hill:

Las rosas son amarillas

Las violetas son azulosas

Si no fuese por la Navidad

Todos seríamos judíos.
Roses are yellow

Violets are bluish

If it weren't for Christmas

We'd all be Jewish.